# Ústav molekulární genetiky Akademie věd České republiky
Ústav molekulární genetiky AV ČR (ÚMG) je veřejná vědecká instituce, součást Akademie věd České republiky. Věnuje se výzkumu v oblasti molekulární, strukturní a buněčné biologie, imunologie, funkční genomiky a bioinformatiky.

## Zaměření
Ústav vznikl 1. ledna 1962 jako Ústav experimentální biologie a genetiky ČSAV, který vzešel z bývalého Biologického ústavu ČSAV. V roce 1976 byly do ústavu převedeny části oddělení molekulární biologie a oddělení biochemie proteinů z Ústavu organické chemie a biochemie ČSAV. Současně byl ústav přejmenován na Ústav molekulární genetiky. Servisní jednotky ústavu produkují inbrední[zdroj?] a kongenní[zdroj?] myší kmeny a kuřecí linie.
V ústavu působí řada výzkumných skupin a několik servisních oddělení sloužících těmto vědeckým skupinám.
Významným projektem ÚMG je projekt BIOCEV (společný projekt šesti ústavů AV ČR a dvou fakult Univerzity Karlovy), podporovaný Operačním programem Výzkum a vývoj pro inovace. Budova tohoto centra v obci Vestec na okraji Prahy byla uvedena do plného provozu 16. června 2016.[zdroj?]